# 祇園祭 (市川三郷町)
祇園祭（ぎおんまつり）は、山梨県市川三郷町の市川大門地区で毎年7月の第2土曜日に開催される夏祭りである。
須佐之男神社の例祭であり、「祇園さん」の名で地域住民に親しまれている。

## 概要
この祭りは、疫病除けや無病息災を祈願する伝統的な行事であり、神輿の渡御やきゅうりを使った独自の風習が特徴である。中央商店街（通称「今昔通り」）を中心に、本神輿・大門睦の神輿・子供神輿の計3基が町中を練り歩き、地域をあげての賑わいを見せる。
また、参拝者はきゅうりを2本供え、そのうち1本を持ち帰って食べることで、その年の無病息災を願う風習がある。きゅうりの輪切りの形が、須佐之男命（スサノオノミコト）の神紋に似ていることから、このような風習が根づいたとされる。

## 歴史
須佐之男神社は京都の八坂神社から祭神である須佐之男命をお迎えして創建された。祇園祭は、平安時代の貞観11年（869年）に京の都を中心に疫病が流行した際、神輿を送り祈願したことに由来しており、同様に疫病除けを目的として市川大門でも行われている。

## 主な行事
- 神輿渡御：19時ごろ、六丁目の御旅所から宮神輿が出発し、文教通りや三丁目方面まで中央通りの露店の間を練り歩く。およそ21時頃まで続く。

- きゅうりの奉納：参拝者は六丁目の御旅所にて大樽の前できゅうり2本と賽銭を奉納し、無病息災と災厄除けを祈願する。

- 護符の授与：祇園祭では、「素盞鳴尊壐（すさのおのみこと ふだ）」と呼ばれるお札が授与される。

## 開催情報
- 開催日：毎年7月の第2土曜日
- 開催場所：市川大門中央商店街（今昔通り）

- 主催神社：須佐之男神社

- アクセス：

　- 中央自動車道 甲府南ICより車で約20分
　- 中部横断自動車道 増穂ICより車で約10分
　- JR身延線 市川本町駅より徒歩約5分